# Ernest Jourdain
Ernest Jourdain (ur. 12 kwietnia 1897 w Miluzie, zm. 22 maja 1964 w Saint-Étienne) – francuski zapaśnik walczący w stylu wolnym. Olimpijczyk z Paryża 1924, gdzie zajął piąte miejsce w wadze lekkiej.

## Letnie Igrzyska Olimpijskie 1924
| Konkurencja      | Rundy eliminacyjne         | Rundy eliminacyjne      | Turniej o brązowy medal | Klas. końcowa |
| Konkurencja      | 1/8                        | 1/4                     | Przeciwnik I            | Miejsce       |
| ---------------- | -------------------------- | ----------------------- | ----------------------- | ------------- |
| 66 kg styl wolny | Riccardo Pizzocaro (ITA) Z | Volmar Wikström (FIN) P | George Gardiner (GBR) P | 5.            |